# Cantonul Montpezat-sous-Bauzon
Cantonul Montpezat-sous-Bauzon este un canton din arondismentul Largentière, departamentul Ardèche, regiunea Rhône-Alpes, Franța.

## Comune
- Le Béage
- Cros-de-Géorand
- Mazan-l'Abbaye
- Montpezat-sous-Bauzon (reședință)
- Le Roux
- Saint-Cirgues-en-Montagne
- Usclades-et-Rieutord